# Bellamont
Bellamont ist ein Ortsteil der Gemeinde Steinhausen an der Rottum im Landkreis Biberach in Oberschwaben. Es ist das höchstgelegene Dorf in der Raumschaft um Ochsenhausen.

## Beschreibung
Im Jahre 1275 erfolgte die erste urkundliche Erwähnung des Ortes im Liber decimationis, dem Zehntbuch des Bistums Konstanz. Vermutlich leitet sich der Name von den Freiherren von Belmont ab, einem Adelsgeschlecht aus Graubünden, das bis im 16. Jahrhundert hier als Ortsadel seinen Sitz hatte.
Einer Pestepidemie im Jahre 1470 sollen alle Bewohner des Ortes zum Opfer gefallen sein. Im Jahre 1595 erwarb die Reichsabtei Ochsenhausen den Ort, nachdem Jakob Truchseß von Waldburg ihn 1580 an einen Jos Ludwig von Ratzenried verkauft hatte. Die Eingliederung ins Königreich Württemberg erfolgte 1806.
Bellamont verfügt über einen Kindergarten, ein Sportgelände sowie eine Turn- und Festhalle. Auch ein kleiner Spielplatz im Pfarrgarten ist vorhanden. Die Grundschule befindet sich in Steinhausen, die weiterführenden Schulen in Ochsenhausen.

## Sehenswürdigkeiten

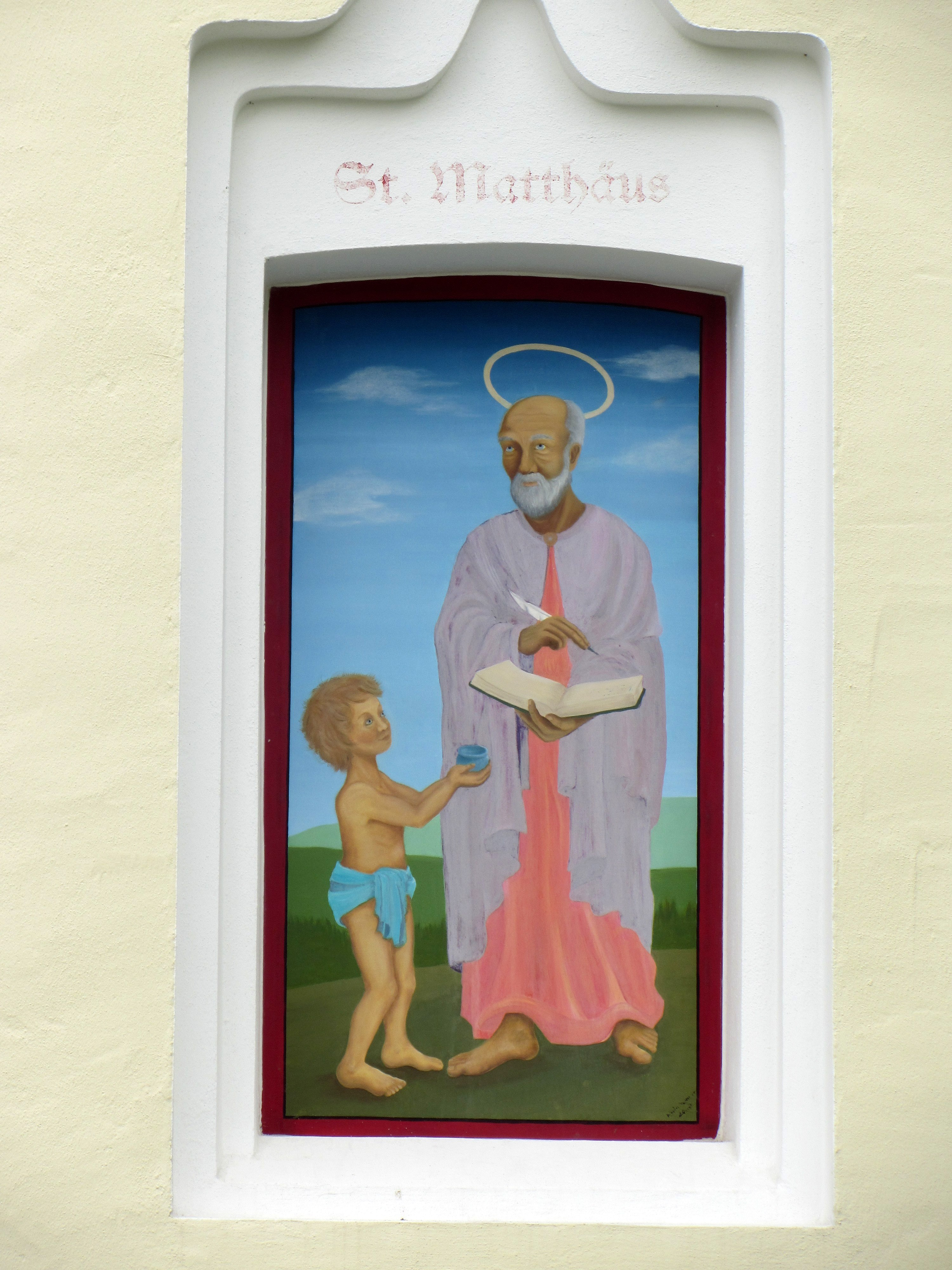
Bildstock am Ortseingang von Bellamont (2012)

Der Ort Bellamont wird halbkreisförmig von der in die Donau mündenden Bellamonter Rottum umflossen. In der Ortsmitte befindet sich der Schmiedeweiher und südlich an der Gemarkungsgrenze der Holzweiher. Die barocke Pfarrkirche St. Blasius wurde in den Jahren 1719 bis 1725 vom Kloster Ochsenhausen erbaut und eingerichtet. Der Kirche musste die auf dem Grund befindliche Burg Bellamont, auch Schloss Bellamont genannt, weichen. In der Kirche finden sich Werke der Künstler Ivo Strigel, Nikolaus Weckmann und Johann Georg Bergmüller. Die Figuren von Weckmann könnten von dem im Dreißigjährigen Krieg zerstörten Hochaltar von St. Georg Ochsenhausen stammen.